# Xavier Oriach i Soler
Xavier Oriach y Soler (Sabadell, 20 de noviembre de 1927-Sabadell, 9 de septiembre de 2024) fue un pintor hispano-francés. Ha vivido en Sabadell, Valencia, París y Normandía. Formó parte del Grupo Z, entre 1948 y 1950, para trasladarse después a la capital francesa, donde entró en contacto con la escuela de París. El otoño de 2013 el Museo de Arte de Sabadell le organizó una exposición retrospectiva.

## Biografía
Al trasladarse sus padres a Valencia el 1932, Xavier permaneció junto a su tío, el fotógrafo Albert Rifà, en el estudio del cual se reunía la intelectualidad progresista de Sabadell de los primeros años del siglo XX. 
El 1943 se fue a vivir en Valencia inscribiéndose la Escuela de Bellas artes. El 1947 formó parte de la vanguardia participando en el "Grupo Z". Su primera exposición individual tuvo lugar en el Monasterio de Sant Cugat del Vallès. 
El 1951 Xavier Oriach recibió una beca del Instituto Francés de Valencia. Viajó a París donde se instaló en la Ciutat Universitaria. En esta ciudad se encontró con Chillida, Palazuelo, Clavé y otros artistas y poetas de vanguardia.
Expuso a la Galerie Breteau, al "Salon des réalités nouvelles" y al "Salon de Mai". El 1980 se instaló a Jouy-sur-Eure (Normandía) donde fundó el "Centro de Arte Contemporain" y la "Biennale Européenne de sculpture de Normandie". Volvió a Sabadell el 1992.
Se conserva obra de Xavier Oriach en el Museo de Arte de Sabadell.

### Juicio
"Al inicio de los años sesenta, el estilo de Xavier Oriach ya se encuentra inmerso en un proceso de cambio. La figuración de trazo expresionista ha dado paso a un lenguaje abstracto de raíz constructiva. Se trata de composiciones abstractas de geometría desbordada que, aun así, garantizan un orden visual y compositivo con una morfología creada a base de campos de colores contrastados. (...) La segunda etapa, que evolucionará a lo largo de los años setenta, se caracterizará por (...) un diálogo entre el puro gesto y ciertos signos llenos de referencias flotantes en el espacio pictórico. (...) Ya apuntan algunos de los disparos que caracterizarán la evolución posterior de Xavier Oriach, nos referimos a ciertos referentes de raíz figurativa que constituirán, a partir de los años ochenta, el signo distintivo de su pintura. (...) Vivirá un intenso proceso creativo con la maduración de un lenguaje pictórico de evocación mitológica y simbólica poblado de presencias formales (homínidos, bestiario, estructuras biológicas, vestigios arquitectónicos, poblado milenarios...) que emergen de sus emblemáticos fondos mastéricos (...)"
- Maia Creus, Xavier Oriach, Acadèmia de Belles Arts de Sabadell Fundació Privada, 2006.

## Premios y reconocimientos
Xavier Oriach ha recibido numerosas muestras de reconocimiento de su obra :
- Retrospectiva, Acadèmia de Belles Arts de Sabadell Fundació Privada, 2000
- Xavier Oriach, 60 années de peinture, Musée d'Evreux, 2006
- Xavier Oriach, Acadèmia de Belles Arts de Sabadell Fundació Privada, 2006.